# Raymond Neenan
Raymond Neenan (ur. 7 września 1952) – brytyjski judoka. Olimpijczyk z Moskwy 1980, gdzie zajął jedenaste miejsce w wadze półlekkiej.
Piaty na mistrzostwach świata w 1979; uczestnik zawodów w 1975. Piąty na mistrzostwach Europy w 1976 i drugi w drużynie w 1974 roku. 

## Letnie Igrzyska Olimpijskie 1980
| Konkurencja | Eliminacje         | Eliminacje             | Eliminacje               | Klas. końcowa |
| Konkurencja | Przeciwnik I       | Przeciwnik II          | 1/4                      | Miejsce       |
| ----------- | ------------------ | ---------------------- | ------------------------ | ------------- |
| 65 kg       | Franc Očko (YUG) Z | Sylvain Rabary (MAD) Z | Torsten Reißmann (DDR) P | 11.           |